# 普拉姆格羅夫鎮區 (巴特勒縣)
普拉姆格羅夫鎮區（英語：Plum Grove Township）為位在美國堪薩斯州巴特勒縣的鎮區。2010年美国人口普查中該鎮區人口有660人。
普拉姆格羅夫鎮區於1873年設立。

## 地理
普拉姆格羅夫鎮區涵蓋面積92.7平方（35.8平方英里），境內擁有一座城鎮：波特溫。

### 墓園
根據美國地質調查局的資料，此鎮區擁有3座墓園：
- 霍爾德曼墓園（Holderman Cemetery）
- 麥吉爾墓園（McGill Cemetery）
- 波特溫墓園（Potwin Cemetery）

### 溪流
通過此鎮區的溪流有：
- 布拉什溪（Brush Creek）
- 戴蒙德溪（Diamond Creek）
- 懷特沃特溪東支流（East Branch Whitewater River）
- 亨利溪（Henry Creek ）

## 人口統計
根據2010年美國人口普查，普拉姆格羅夫鎮區人口有660人，人口密度為7.08人/平方公里。種族方面，92.88%為白人；0.15%為非裔美洲人；1.67%為美洲原住民；0.45%為亞洲人；0.15%為太平洋島民；1.52%為其他種族；另外有3.18%為兩個或以上的種族。而西班牙裔美國人或拉丁美洲人佔該鎮區人口的3.79%。

## 外部連結
- City-Data.com （页面存档备份，存于）